# Yvon Douis
Yvon Douis, né le 16 mai 1935 aux Andelys et mort le 28 janvier 2021 à Nice,, est un footballeur international français qui évoluait au poste d'attaquant. Comptant 20 sélections avec l'équipe de France, il participe à la Coupe du monde 1958 en Suède où les Bleus terminent troisièmes, et à l'Euro 1960.

## Biographie
Il débute à l'Évreux AC puis joue comme attaquant au Lille OSC, au Havre AC, à l'AS Monaco puis à l'AS Cannes. Il achève sa carrière en 1970 et s'installe définitivement sur les bords de la Méditerranée à Nice.
Il est sélectionné 20 fois en équipe de France entre 1957 et 1965 : il marque quatre buts. 
Il participe à la fameuse épopée des Bleus lors de la Coupe du monde 1958, et marque un but lors du match pour la troisième place.
Il termine ensuite quatrième du premier championnat d'Europe des Nations, en 1960 à Marseille.
En 2022, le magazine So Foot le classe dans le top 1000 des meilleurs joueurs du championnat de France, à la 77e place.

## Palmarès

### En club
- Champion de France en 1954 avec le Lille OSC et 1963 avec l'AS Monaco
- Vainqueur de la Coupe de France en 1955 avec le Lille OSC et 1963 avec l'AS Monaco
- Vice-champion de France en 1964 avec l'AS Monaco

### En équipe de France
- 20 sélections et 4 buts entre 1957 et 1965
- Champion du Monde Militaires en 1957
- Participation à la Coupe du monde 1958 (3e)
- Participation au Championnat d'Europe des Nations (4e)

### Distinction individuelle
- Élu meilleur joueur français de l'année France Football en 1963

### Statistiques
- 379 matchs et 140 buts en Division 1
- 89 matchs et 29 buts en Division 2
- 6 matchs et 3 buts en Coupe d'Europe des Clubs Champions